# 沃洛斯凱 (赫梅利尼茨基州)
49°12′23″N 27°28′28″E / 49.20639°N 27.47444°E
沃洛斯凱（羅馬化：Voloske）是位於烏克蘭西部的村莊，由赫梅利尼茨基州裡赫梅利尼茨基區的德拉日尼亞市鎮負責管轄。該村始建於1431年，面積3.65平方公里，海拔高度338米，2001年人口635，人口密度每平方公里174.2人。